# Посёлок отделения «2-я Пятилетка» совхоза «Красное Знамя»
Отделе́ния «2-я Пятиле́тка» совхо́за «Кра́сное Зна́мя» — посёлок в Аннинском районе Воронежской области России.
Входит в состав Рубашевского сельского поселения.

## Население
| 2000 | 2005 | 2010 |
| ---- | ---- | ---- |
| 108  | ↘86  | ↘53  |

## Улицы
- ул. Городская,
- ул. Поселковая.